# Telesfor Szpadkowski
Telesfor Szpadkowski (ur. 1817, zm. 1903) – budowniczy gubernialny miasta Warszawy. Wiele lat spędził na Kaukazie. Autor prac teoretycznych: Nauka murarstwa (1894) oraz Zabezpieczenie budowli od wilgoci gruntowej (1885), a także wspomnień: Zapiski warszawskie: dziennik gimnazjalisty 1836-1839, Wspomnienia o Radzie Miejskiej 1861-1863 (1969).